# Clara Barton

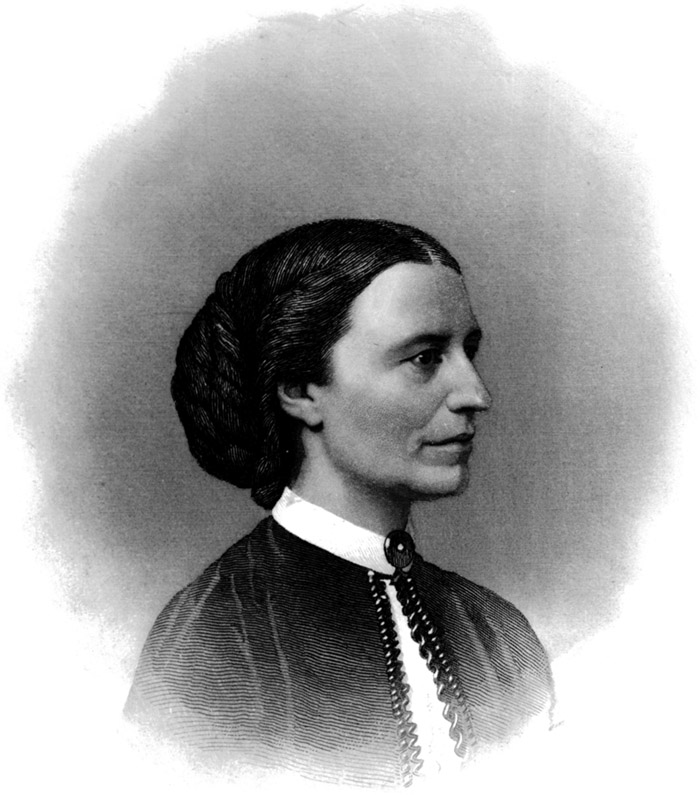
Clara Barton

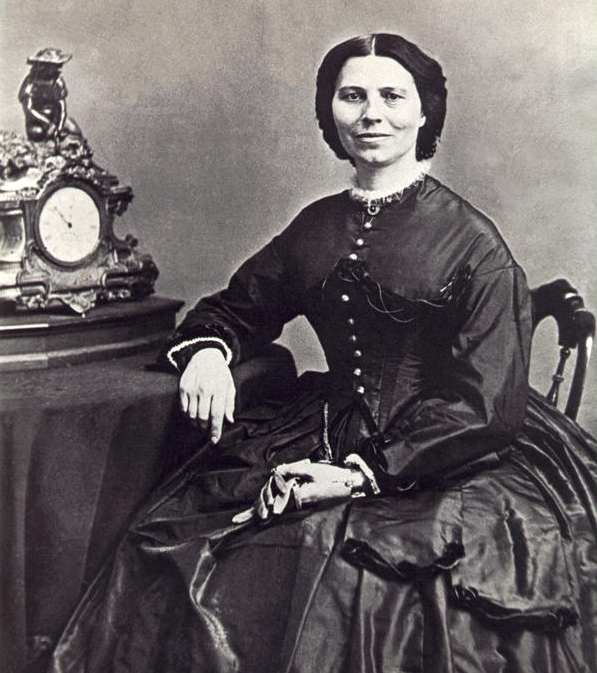
Clara Barton

Clarissa Harlowe Barton (n. 25 decembrie 1821 — d. 12 aprilie 1912) s-a numărat printre pionierii americani. Profesoară și asistentă medicală, implicată în acțiuni umanitare, era descrisă ca având un "spirit puternic și independent". Este cunoscută mai ales pentru organizarea Crucii Roșii americane.